# Geophis sieboldi
Geophis sieboldi este o specie de șerpi din genul Geophis, familia Colubridae, descrisă de Giorgio Jan în anul 1862. Conform Catalogue of Life specia Geophis sieboldi nu are subspecii cunoscute.